# Стојан Велетић
Стојан Велетић (Влахоље, 17. мај 1951 — 2. фебруар 2018) био је генерал-мајор Војске Републике Српске.

## Биографија
Један од шесторо дјеце Милоша и Стане Велетић, Стојан Велетић је завршио основну школу у Калиновику 1966. Средњошколско образовање је наставио у Средњој грађевинско-техничкој школу у Сарајеву 1970. Војну академију Копнене војске - смјер артиљерија похађа у Задру 1974. Своје више образовање наставља при Високој војнополитичкој школи Југословенске народне армије у Београду 1988. и Школи националне одбране у Београду 1998. Пензионисан је 7. марта 2002. године. Након рата, живео је у Београду. Био је ожењен и отац двоје дјеце. Сахрањен је 4. фебруара 2018. на гробљу у селу Заблаће, код Шапца.

## Војна каријера
Потпоручник артиљерије постаје 28. јула 1974, а сљедеће године бива унапријеђен у чин поручника. Чин капетана стиче 1979, док капетан прве класе постаје 1982. Произведен је у чин мајора 1987, а потпуковника 1992. Чин пуковника вандредно добија 1994. након чега, 1. марта 2001. стиче чин генерал-мајора. У току своје војне каријере обављао је сљедеће дужности: 
- командант вода у 17. мјешовитом артиљеријском пуку у Добоју; командир батерије у 17. мјешовитом артиљеријском пуку у Добоју
- командант дивизиона у мјешовитом артиљеријском пуку у Добоју
- помоћник за политички рад команданта бригаде у Бачкој Топли
- начелник артиљерије у органу за родове команде Дринског корпуса у Власеници
- начелник артиљерије Главног штаба ВРС
- командант Артиљеријског пука у Хан Пијеску
- начелник Одјељења за оперативно-наставне послове Генералштаба ВРС у Бијељини
- начелник Управе Копнене војске Генералштаба Војске Републике Српске у Бањој Луци и начелник Сектора за оперативно-штабне послове Генералштаба Војске Републике Српске у Бањој Луци.

Службовао је у гарнизонима: Добој, Бачка Топола, Власеница, Хан Пијесак, Бијељина, Бања Лука и Београд.
Био је учесник Одбрамбено-отаџбинског рата од 15. маја 1992. до 14. децембра 1995. године на дужности начелника артиљерије у органу за радове Дринског корпуса.

## Одликовања
Носилац је сљедећих одликовања: 
- Орденом за војне заслуге са сребрним мачевима
- Орденом рада са сребрним венцем
- Карађорђевом звијездом Републике Српске